# Charles Malin
Charles Malin   (París, 14 d'agost de 1883 - París, octubre 1955) fou alumne de l'Escola Estienne. Esdevingué un reconegut gravador de punxons tipogràfics d'origen francès. El seu treball acurat provocà que Stanley Morison recomanés el seus serveis en diverses ocasions, com en les tipografies Griffo, Dante i Perpetua.